# 出口哲也
出口 哲也（でぐち てつや、1981年1月24日 - ）は、日本の俳優。劇団スーパー・エキセントリック・シアター（SET）所属。血液型B型。180cm、68kg。
滋賀県長浜市出身。2003年、俳優デビュー。

## 出演

### テレビドラマ
- 女と愛とミステリー「朱夏」（2003年、テレビ東京） - 郷田役（デビュー作）
- WATER BOYS2（2004年7月〜9月、フジテレビ） - 浜口役
- ゆくな!龍馬（2005年8月〜9月、フジテレビ）
- 連続テレビ小説「風のハルカ」（2005年10月〜2006年3月、NHK） - 山中悟史役
- Good Job〜グッジョブ（2007年3月、NHK） - 元木正洋役
- ほんとにあった怖い話 夏の特別編2007「幽惑ドライブ」（2007年8月28日、フジテレビ）
- 非婚同盟（2009年1-3月、東海テレビ） - 伊庭震五郎役
- ショートピース（2011年、フジテレビ）
- 水曜ミステリー9「刑事吉永誠一 涙の事件簿10」（2012年10月17日、テレビ東京） - 三島達也役
- 死神くん 第3話（2014年5月2日、テレビ朝日） - 護衛役
- アテンションプリーズ

### 映画
- パッチギ!（2005年） - 阿部役
- 逆境ナイン（2005年） - ファースト・後藤健役
- 地獄プロレス（2005年） - 木下淳役（主演）
- 雪に願うこと（2005年） - 湯原役

### 劇場アニメ
- バケモノの子（2015年）

### Podcast
- SET Podcast（2006年〜配信中）